# Longitarsus nigrocephalus
Longitarsus nigrocephalus es una especie de insecto coleóptero de la familia Chrysomelidae. Fue descrita científicamente en 1985 por White in Westcott, Brown, Sharratt & White.